# Thomas de Multon, 1. Baron Multon de Gillesland
Thomas de Multon, 1. Baron Multon de Gillesland (auch Moulton of Gilsland) († 1313) war ein englischer Adliger.

## Leben
Thomas de Multon war ein Sohn von Thomas de Multon († 1293). Sein gleichnamiger Großvater Thomas de Moulton († 1271) hatte von seinem Vater Thomas of Moulton Besitzungen in Lincolnshire und über seine Mutter Ada de Morville die Baronie Gilsland in Cumberland geerbt. Nach dem Tod seines Vaters erbte er diese Besitzungen. Er nahm an mehreren Feldzügen des Schottischen Unabhängigkeitskriegs teil. Von 1297 bis zu seinem Tod wurde er regelmäßig zu den englischen Parlamenten geladen, weshalb er als Baron Multon gilt. Dabei wird er zur Unterscheidung zu seinem Großcousin Thomas de Multon aus Egremont Multon de Gillesland genannt.
Da er ohne überlebende Söhne starb, wurde seine Tochter Margaret seine Erbin. Sie heiratete Ranulf Dacre, der wohl auch aufgrund des Erbes seiner Frau 1321 zum Baron Dacre erhoben wurde.